# Васильев, Анатолий Николаевич (футболист)
Анато́лий Никола́евич Васи́льев (29 августа 1932, Ленинград, СССР — 27 января 2008, Санкт-Петербург, Россия) — советский футболист, нападающий, тренер. Мастер спорта СССР (1959). Заслуженный тренер РСФСР.

## Спортивная карьера
Первая команда мастеров — «Динамо» Таллин (класс «Б», 1955 год).
В 1957 году выступал за команду «Буревестник» ленинградского технологического института.
В 1958 году перешёл в «Адмиралтеец». Полуфиналист Кубка СССР 1961.
После расформирования команды в конце 1961 года перешёл в «Зенит», в котором за 5 сезонов провёл в чемпионате 137 игр, забил 27 мячей.
В 1965 году окончил школу тренеров Институт физической культуры имени П. Ф. Лесгафта.
В 1970—1971 годах был тренером «Зенита».
В 1973—1979 — был главным тренером «Динамо».
Позже возглавлял отдел футбола и хоккея в ленинградском спорткомитете, был членом комитета ветеранов Федерации футбола Санкт-Петербурга.
Награждён медалью «За трудовую доблесть».
Похоронен на Смоленском православном кладбище в Санкт-Петербурге.